# ロイ・ブロックスミス
ロイ・ブロックスミス（Roy Brocksmith,  1945年9月15日 - 2001年12月16日）は、アメリカ合衆国の俳優である。

## 来歴
1945年、
イリノイ州のクインシーに生まれる。父親は機械整備士だった。地元のクインシー大学を経てニューヨークへ渡り、ブロードウェイ舞台からキャリアをスタート。『三文オペラ』の演目ではラウル・ジュリアとも共演している。
1978年にコメディ映画『スクイズ・プレイ！／恋の一発大逆転』で映画デビュー。それ以降は、様々な映画に主に脇役ではあるが、バイブレーヤーとして数々の作品に出演。独特な見た目を武器に、冴えない中年役から一癖ある科学者の役まで演じ、映画からテレビドラマまで幅広く活動を続けた。オムニバス映画『ハリウッド・ナイトメア』では、アーノルド・シュワルツェネッガーが初監督を務めたエピソード『スイッチ』へも科学者役で出演している。
2001年、12月16日にカリフォルニア州のバーバンクで糖尿病のため死去。56歳だった。

## 出演作品

### 映画
- スクイズ・プレイ！／恋の一発大逆転 The Squeeze (1978)
- キング・オブ・ジプシー King of the Gypsies (1978)
- Tartuffe (1978) ※テレビ映画
- スターストラック Starstruck (1979) ※テレビ映画
- キラーフィッシュ Killer Fish (1979)
- スターダスト・メモリー Stardust Memories (1980)
- ウルフェン Urufen (1981)
- 町でいちばんの美女／ありきたりな狂気の物語 Storie di ordinaria follia (1981)
- Jacobo Timerman: Prisoner Without a Name, Cell Without a Number (1983) ※テレビ映画
- Izzy & Moe (1985) ※テレビ映画
- フーズ・ザット・ガール Who's That Girl (1987)
- Almost Partners (1987) ※テレビ映画
- ビッグ・ビジネス Big Business (1988)
- 3人のゴースト Scrooged (1988)
- 処刑マニア Relentless (1989)
- 火星人ゴーホーム! Martians Go Home (1989)
- ローズ家の戦争 The War of the Roses (1989)
- デッドフォール Tango & Cash (1989)
- トータル・リコール Total Recall (1990)
- アラクノフォビア Arachnophobia (1990)
- ビルとテッドの地獄旅行 Bill & Ted's Bogus Journey (1991)
- Steel Justice (1992) ※テレビ映画
- C・トーマス・ハウエルの相続人ハンター Nickel & Dime (1992)
- 未来は今 The Hudsucker Proxy (1994)
- Lightning Jack (1994)
- Almost Dead (1994)
- トラブル・ファミリー It Runs in the Family (1994)
- ケロッグ博士 The Road to Wellville (1994)
- A Walton Wedding (1995) ※テレビ映画
- White Dwarf (1995) ※テレビ映画
- ザ・コンクエスト Kull the Conqueror (1997)
- サイコ Psycho (1998)

### テレビドラマ
- 3-2-1 Contact (1983)
- 銀の匙 Silver Spoons (1986)
- ニューハート Newhart (1986)
- L.A.ロー 七人の弁護士 L.A. Law (1986, 1991)
- The Wizard (1987)
- ウェブスター Webster (1988)
- Night Court (1989)
- 新スタートレック Star Trek: The Next Generation (1989)
- ハリウッド・ナイトメア Tales from the Crypt (1989, 1990)
- アン・ジリアン Ann Jillian (1990)
- 天才少年ドギー・ハウザー Doogie Howser, M.D. (1990)
- 名探偵ダウリング神父 Father Dowling Mysteries (1990)
- アメリカン・プレイハウス American Playhouse (1991)
- フェリスはある朝突然に Ferris Bueller (1991)
- 素晴らしき日々 The Wonder Years (1991)
- Eerie, Indiana (1991)
- Good & Evil (1991)
- となりのサインフェルド Seinfeld (1991)
- ゴールデンガールズ The Golden Girls (1991)
- ピケット・フェンス Picket Fences (1992 - 1996)
- Down the Shore (1993)
- 新スーパーマン Lois & Clark: The New Adventures of Superman (1993)
- バークにまかせろ Burke's Law (1994)
- スタートレック:ディープ・スペース・ナイン Star Trek: Deep Space Nine (1995)
- マーダー・ワン Murder One (1995, 1996)
- Grace Under Fire (1997)
- バビロン5 Babylon 5 (1997)
- Beyond Belief: Fact or Fiction (1998)
- アリー my Love Ally My Love (2000)

### テレビアニメ
- ぎゃあ!!!リアル・モンスターズ Aaahh!!! Real Monsters (1995)